# Michl Ebner

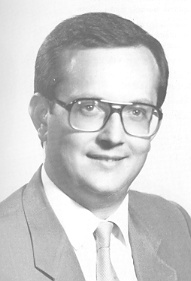
Michl Ebner

Michl Ebner (Bozen, 1952) és un polític i editor Sudtirolès, fill de Toni Ebner. Es llicencià en jurisprudència i en periodisme, alhora ha estat diputat del Südtiroler Volkspartei (SVP) a les eleccions legislatives italianes de 1979, 1983, 1987 i 1992. Després es presentà a les eleccions al Parlament europeu per la coalició l'Ulivo a les eleccions europees de 1994, 1999 i 2004. És membre del Partit Popular Europeu i ha format part de la comissió per agricultura i desenvolupament rural i de la comissió parlamentària mixta Unió Europea-Croàcia. Alhora, des del 1995 és conseller delegat del grup editorial Athesia.